# جک رکنیتس
جک رکنیتس (آلمانی: Jack Recknitz؛ ‏ ۲۵ مهٔ ۱۹۳۱ – ۱۳ ژانویهٔ ۲۰۱۳) با نام اصلی هانس-یواخیم رکنیتس بازیگر آلمانی‌الاصل اهل لهستان بود.
او در دوران جوانی، خبرنگار رادیو لایپزیگ و بازیگر تئاتر در جمهوری دمکراتیک آلمان بود.
وی بابت فعالیت‌های هنری‌اش برندهٔ جایزهٔ ویژه جشنواره فیلم گدنیا شد. از فیلم‌های او می‌توان به نگرش تنگ‌نظرانه ۱۹۰۱، تسبیح انار، وابانک، سارا و مرگ یک رئیس‌جمهور اشاره کرد.